# Замок Стіллорган
Замок Стіллорган (англ. Stillorgan Castle) — один із замків Ірландії, стояв у графстві Дублін, на південь від Дубліна, на землі Стіллорган. У 1908 році замок знищила пожежа. Нині в замок це Будинок Святого Іоана — там розташована психіатрична лікарня.

## Історія замку Стіллорган
Близько 900 року земля, на який потім стояв замок Стіллорган називалась Тір Лоркайн. До того вона була відома як Акранакілл або Атнакілл. На цьому місці ще в дуже давні часи був побудований храм. У 1216 році тут була церква святої Брігіди. Свята Брігіда колись заснувала монастир у нинішньому графстві Кілдер у V або VI столітті. Цей монастир став одним з «великої трійки» монастирів Ірландії — разом з монастирем на острові Йона та монастирем у нинішньому графстві Арма. Монахи з монастиря Святої Бригіди прийшли в землю Стіллорган і побудували тут церкву десь на початку ІХ століття. І як це було прийнято в Ірландії це була чернеча церква — церква-монастир. Типовий ірландський монастир складався з маленької церкви, келій для ченців, трапезної та школи. Ці будинки були оточені фортечною стіною та ровом. Церква Стіллорган будувалась по такому ж принципу.
Після англо-норманського завоювання Ірландії цієї землею володів феодал Ремундус де Карру. Він «дарував» цю землю монахам церкви Святої Марії — так званим «Білим монахам». У грамоті, яка це підтверджувала ці землі називались Страхлоркан або Аргортін.
У ті часи біля маєтку і монастиря було старе селище Стіллорган, від якого вже не лишилося і сліду — під час розбудови Дубліна більше 100 старих будинків було знесено.
У 1695 році Аллен побудував тут Стіллорган-Парк-Хаус. Будинок зберігся до нашого часу. У 1706—1712 роках родина Аллен відбудувала церкву святої Бригіди.